# Léaz
Léaz – miejscowość i gmina we Francji, w regionie Owernia-Rodan-Alpy, w departamencie Ain.

## Demografia
Według danych na styczeń 2012 roku gminę zamieszkiwało 627 osób, a gęstość zaludnienia wynosiła 55 osób/km².